# Парламент Канаде
Парламент Канаде (енгл. Parliament of Canada; фр. Parlement du Canada) народно је представништво и савезни законодавни орган Канаде. Налази се у Отави.
Састоји се из три чиниоца: монарха, Сената и Дома комуна.

## Сенат
За разлику од САД, федералне јединице овде нису представљене као такве. Чланове Сената поставља генерални гувернер Канаде, на предлог председника владе. Иако постоје уставне одредбе које одређеним регионима гарантују одређени број сенатора, то није никаква препрека председнику владе да у Сенат изабере велику већину сенатора из своје странке, што се у пракси и дешава. Треба напоменути да је Сенат равноправан са Домом комуна у законодавном погледу и неопходна је његова сагласност за доношење закона.
Ову очигледну недемократичност у пракси исправљају друга решења и околности. Пре свега, влада није одговорна Сенату, већ само Дому комуна. Даље, кроз историјски развој уобичајило се да Сенат Канаде не блокира предлоге који су прошли у Дому комуна (слично пракси у Уједињеном Краљевству). На крају, ту је и ограничење законодавне иницијативе, које налаже да се одређени, битни закони морају прво поднети Дому комуна на разматрање. Иако све ово у пракси умањује недемократичност, јасно је да овде Сенат није федерални дом. Последњих година било је иницијатива да се изврши реформа Сената, макар у правцу изборности, али то још увек није учињено.

## Дом комуна
Дом комуна је класичан национални законодавни орган, чији се чланови бирају непосредним и тајним изборима на читавој територији Канаде, по већинском систему (утицај британске традиције). Овај важнији дом, у коме заправо лежи права законодавна власт, врло је сличан законодавним домовима унитарних држава.

## Надлежности
Карактеристично је негативно уставно одређење надлежности парламента, што значи да све области које нису изричито прописане федералним јединицама, спадају у домен парламента. Ово је у великој мери ублажено у пракси, али формално би требало да указује на чврстину федерације. Тако су у искључивој надлежности парламента питања војске, комуникација, монете и званичних мера, банкарства, ауторских права и друго. У неким врло битним областима овлашћења федералног и локалних парламената се преплићу, као на пример у области пореза, кривичног права и пољопривреде.